# Nalut
Nalut (em árabe: نالوت‎) ou Lalut (em berbere: ⵍⴰⵍⵓⵜ; romaniz.: Lalút) é uma cidade e capital do distrito de Nalut na Líbia. De acordo com o censo e 2012, tinha 26 788 residentes. A maioria dos habitantes da cidade são de origem berber. A vila abriga um museu para ossos de dinossauros e outros animais pré-históricos encontrados desde 1998, o único de seu gênero no país, e um alcácer arruinado do século XI. O alcácer foi abandonado na década de 1960, quando era usado para armazenar grãos, mas casualmente é ocupado por migrantes subsaarianos que esperam por oportunidades de emprego.
A cidade ainda é conhecida por abrigar duas mesquitas. A primeira, subterrânea, chama-se "Mesquita Velha" e está nas ruínas do alcácer e possui um mirabe orientado aproximadamente para sul; nela há uma inscrição que menciona sua reconstrução em 1811. A segunda chama-se "Mesquita Superior" ou "Mesquita Alta".

## Guerra Civil Líbia
Durante a Guerra Civil Líbia, um monumento dedicado ao Livro Verde de Muamar Gadafi que estava na praça da cidade foi demolido pelos insurgentes. No final de abril de 2011, a "Rádio Livre de Nalut" começou a fazer transmissões na cidade; era uma das várias estações de rádio controladas pelos rebeldes estabelecidas durante a guerra civil e que fizeram transmissões em berbere. Uma conferência de reconciliação nacional às fações da guerra civil foi conduzida em Nalut em setembro de 2016.